# Новопетровское (Ивановский сельсовет)
Новопетро́вское (баш. Яңы Петровский) — село в Хайбуллинском районе Башкортостана, входит в Ивановский сельсовет.

## История
В 2008 году было передано из Антинганского сельсовета в Ивановский.

## Население
| 2002 | 2010 |
| ---- | ---- |
| 86   | ↘44  |

Национальный состав
Согласно переписи 2002 года, преобладающие национальности — русские (50 %), башкиры (50 %).